# 白术
白朮，是菊科苍朮属的一种植物，单葉、狭长，花紫色，头状花序，以根茎入药，别名朮、冬朮、浙朮、种朮、祁朮、於朮、夏朮、白土朮、炒白朮、焦白朮、製白朮、山薑。昔为中国浙江特产，以潛所產白朮品質最佳，稱「於朮」；现安徽、河北、福建、湖南、華南、江西等省都有栽培。

## 形态
多年生植物，根状茎肥大成块状；茎下部叶子有长柄，叶片深三裂或羽状五深裂，顶端裂片较大，裂片边缘有细刺齿；茎上部叶子狭披针形，不分裂；秋季开紫色管状花，头状花序顶生。

## 药性
中医理论认为其味甘、苦，性温。入脾、胃经。健脾，和中，燥湿，利水。主治脾虚食少、腹胀泄泻、痰饮眩悸，虚胀、水肿、胎动不安。主治脾胃气虚、食痛不安、妊娠水肿等症。

## 种植
白朮喜凉爽，怕高温多湿。在海拔400—1000米的平坝、丘陵或山区都可种植。耐寒，幼苗能经受短期霜冻。在冬季能耐-10℃的低湿。对土壤要求不严，粘性过大的死黄泥生长不良，忌积水，轮作期要间隔五年以上，种子在15℃左右萌发出苗，5月下旬至7月上旬为蕾期，9月为花期，11月为果实成熟期，12月以后休眠，为收获期。

## 外部連結
- 白朮 Baizhu （页面存档备份，存于） 藥用植物圖像數據庫 (香港浸會大學中醫藥學院) （中文）（英文）
- 白朮 中藥材圖像數據庫  (香港浸會大學中醫藥學院) （中文）（英文）
- 白朮 Bai Zhu （页面存档备份，存于） 中藥標本數據庫 (香港浸會大學中醫藥學院) （繁體中文）（英文）
- 蒼朮酮 Atractylone （页面存档备份，存于） 中草藥化學圖像數據庫 (香港浸會大學中醫藥學院) （中文）（英文）
- 白朮內酯III Atractylenolide III （页面存档备份，存于） 中草藥化學圖像數據庫 (香港浸會大學中醫藥學院) （中文）（英文）
- 白朮 中藥方劑圖像數據庫 (香港浸會大學中醫藥學院) （中文）（英文）